# نيكول ميتشيل
نيكول ميتشيل (بالإنجليزية: Nikole Mitchell)‏ (و. 1974 – م) هي منافسة ألعاب القوى، من جامايكا، شاركت في ألعاب الأولمبياد الصيفية 1996.

## روابط خارجية
- نيكول ميتشيل على موقع الاتحاد الدولي لألعاب القوى (الإنجليزية)
- نيكول ميتشيل على موقع اللجنة الأولمبية الدولية (الإنجليزية)
- نيكول ميتشيل على موقع أوليمبيديا (الإنجليزية)